# 전북특별자치도립미술관
전북특별자치도립미술관(全北特別自治道立美術館, 영어: Jeonbuk Museum of Art)은 대한민국 전북특별자치도 완주군에 위치한 도립 미술관이다. 2004년 10월 개관하였다. 이 밖에도 전북특별자치도청 내에 '기획전시실'을, 완주군 상관면에 미술가가 입주해 작품을 제작하는 '창작스튜디오'를, 서울특별시 종로구 관훈동에 전북 출신이나 전북에서 활동하는 미술가를 홍보하고 작품을 판매하기 위한 분관인 '서울관'을 함께 운영하고 있다.

## 건립 전
전라북도 내의 지역의 미술인을 위한 공간이 부족하거나 미술 자료들이 사라지고, 대한민국 미술시장이 서울시를 중심으로 이뤄지고 있는 등에 따른 타 지역의 유출을 이유로 도립 미술관을 짓자는 이야기가 전라북도 문화계에 존재해왔다. 1999년 7월부터 시작된 도립미술관 건립사업은 행정적으로만 추진하다가 2000년 들어 도지역 내 미술인들에게 접촉해 예술인 중심의 건립추진위원회를 2000년 4월에 구성하였다. 이에 개방에 소극적이였다는 지적이 일었다.이어 전라북도청은 완주군 모악산 부근의 관광지 개발지구 내에다 부지면적 6천300여평에 건축면적 2000여평에 도예산 2백억을 들이는 도립미술관 건립 계획을 발표한다. 하지만 이는 자체적인 건립 추진위원위원회를 통해 결정한 것이여서 미술인들의 반발을 샀다. 2000년 6월 발족한 범미술인 총회는 도의 독단적인 추진을 비판하였다. 여론수렴에 따른 위치 선정, 건립의 효율적인 추진을 요구하였다. 하지만 2001년 12월에 열린 전북도의회 예산결산특위 회의에서 미술관 건립 사업이 도청의 방만한 예산 사용과 함께 지적되었다. 타 분야에서 도예산을 부담하지 못하는 상황에서 신규 사업인 미술관 건립을 추진한데 따른 것이다. 이 결과 2002년 예산 계획에서 도립미술관의 건립비 30억원 가운데 17억원이 예비비로 전환되었다.

## 건립 과정
2003년 준공을 목표로 2002년 1월 착공하였다. 대지면적 20,982m2 (6,347평), 건축면적, 3,917m2(1,185평), 연면적 6,904m2(2,088평)에 들어서는 이 미술관은 지하 1층, 지상 2층 규모로 상설전시실, 기획전시실, 수장고, 편의시설과 73대 분량의 주차장으로 구성된다. 시공사는 금강종합건설, 광진건설, 아성건설, 대원의 4개사가 맡았다. 설계는 공간종합건축사사무소, 감리는 길건축사사무소가 맡았다. 건립 사업비는 모두 190억원으로 계획되었는데, 이 중 국비 지원금 45억, 특별교부세 50억, 도청 예산 95억원을 해결할 계획을 세웠었다. 하지만 매년 예산 지원 신청을 통해 해결하는 방식이여서 예산확보가 불확실했다. 이에 준공 계획은 2004년 3월로 미뤄졌다. 2003년 여름에는 2차공사에 필요한 특별교부세 35억원이 지원받기도 하였다.
미술관은 착공 2년 5개월만인 2004년 5월 25일에 완공되었다. 총 공사비는 173억원에서 마무리 되었다.

### 소장품 수집 과정
2002년 8월까지 미술관 소장을 위해 확보된 작품은 310여점이였다. 이는 전라북도 내에서 치러진 세계서예전북비엔날레와 전북미술대전 수상작 기증형식으로 모은 작품들이였으며, 이를 위해 도청은 예산 8천만원을 사용하였다. 이에 이같은 형식으로는 미술관의 경쟁력을 살릴 수 없다는 지적이 일었다. 또한 준공이 얼마 남지 않은 2012년까지 말까지 개관 준비업무를 전담할 큐레이터나 학예사 한명 채용하지 않는 있는 점도 지적되었다. 이에 도청은 개관후 1∼2년 동안 기획전 중심으로 운영하며 소장품을 확보해나갈 계획이라고 밝혔다.

## 개관 이후
2004년 10월 14일 미술관이 개관식을 갖고 개관하였다. 미술관의 1층에는 200여석 규모의 공연장, 세미나실 2개, 실기실, 120평 규모의 수장고가 위치하였다. 2층에는 상설기획전시실, 소형 전시실 2곳, 기획전시실, 대형전시실이 들어섰다.
개관 이후 2005년 4월 13일까지 총 9,500여명이 방문으며, 유료입장을 시작한 2005년 1월부터는 3,4000여명이 다녀갔다고 미술관 측은 밝혔다. 2012년 1월부터 6월 까지는 총 113,146명(하루평균 744명)이 다녀간 것으로 나타났다. 이는 국립현대미술관을 제외한 대한민국의 시.도미술관 중 3위 안에 드는 수치이다.
예산은 2011년에서 2013년까지 22에서 26억 안팎으로 사용되었다. 한해당 6 ~ 7회의 기획전에는 2억 7,000여 만원이 투입되었으며, 소장 작품 구입에 한해당 2 ~ 3억이 투입되었다.

### 세계미술거장전
세계미술거장전은 2012년에 '전북방문의 해'의 마지막 행사로 전라북도청이 전북도립미술관에서 진행한 미술전이였다. 2012년 10월 19일 시작하여, 2013년 2월 24일 폐막한 이 전시는 미술관에서 열렸던 가장 대표적인 미술전이 되었다. 대관 형식이 아닌 자체 기획으로 진행된 이번 행사는 '세계미술거장전. 나의 샤갈, 당신의 피카소'라는 이름으로 진행되었다. 전시품은 베네수엘라에 위치한 국립현대미술관(Museo de Arte Contemporaneo)과 국립미술관(Museo de Bellas Artes)의 소장품들을 빌려왔다. 이 전시에 사용된 비용은 9억 4,400여만 원이였다. 파블로 피카소, 마르크 샤갈, 에두아르 마네, 폴 세잔, 피트 몬드리안, 앤디 워홀 등 유명 미술가들과 남아메리카의 유명 미술가들의 작품 등 130여 점이 전시되었다. 특히 피카소의 작품 16점이 전시되었는데, 이 중에는 대한민국에서 처음으로 '벌거벗고 앉은 남자'(Nu et homme assis, 피카소의 100호 크기 유화, 당시 430억원)가 공개되었다. 전시 이외에도 작가의 일생과 작품을 보여주는 영화와 서양미술사 특강 등의 부대행사도 함께 하였다. 폐막 후 전시에만 16만 여명이 다녀갔으며, 입장수입만 8억원을 넘어선 것으로 집계되었다. 이 수입은 전시회 준비 때 사용된 액수에 근접한 액수이다. 이로써 이번 전시는 지역 미술관의 한계를 극복한 성공적인 성과라는 평가를 받았다.

### 서울관
서울특별시 종로구 관훈동에 '전북도립미술관 서울관'이 위치하고 있다. 2010년 5월 개관한 이 곳은 전라북도 출신이나 전라북도 지역에서 활동하는 미술가를 홍보하고 작품을 판매하기 위한 분관이다. 2013년까지 하루 평균 200여 명의 관람객들이 방문하였다. 2013년 7월까지 서울관을 거쳐간 전라북도 내의 작가는 943명이다. 이 곳에서 이뤄진 작품 판매는 2010년 10점(2,090만원), 2011년 184점(6억 1,455만원), 2012년 257점(6억 2,183만원)을 기록했다.